# Kubań Krasnodar (hokej na lodzie)
Kubań Krasnodar (ros. Кубань Краснодар) – były rosyjski klub hokejowy z siedzibą w Krasnodarze.
Klub przejął barwy flagi Kraju Krasnodarskiego.
Był klubem farmerskim Witiazia Podolsk.
Trenerem w klubie był Anatolij Stepanyszczew. W sezonie 2012/2013 menedżerem generalnym klubu był Jewgienij Chacej.
Po sezonie Wysszaja Chokkiejnaja Liga (2014/2015) klub został wycofany z ligi WHL.